# Plymouth (Vermont)
Plymouth ist eine Town im Windsor County des Bundesstaates Vermont in den Vereinigten Staaten mit 641 Einwohnern (laut Volkszählung von 2020).

## Geografie

### Geografische Lage
Plymouth liegt in Zentral-Vermont inmitten der Green Mountains. Im Gebiet der Town entspringen mehrere Flüsse, so der Black River sowie der Ottauquechee River und der North Branch Ottauquechee River. An der Nordgrenze der Town erhebt sich der Mount Tom, an dessen Fuß 1818 eine Tropfsteinhöhle entdeckt wurde.

### Nachbargemeinden
Alle Entfernungen sind als Luftlinien zwischen den offiziellen Koordinaten der Orte aus der Volkszählung 2010 angegeben.
- Norden: Bridgewater, 4,7 km
- Nordosten: Woodstock, 17,6 km
- Osten: Reading, 11,6 km
- Südosten: Cavendish, 12,2 km
- Süden: Ludlow, 3,7 km
- Südwesten: Mount Holly, 11,8 km
- Westen: Shrewsbury, 17,4 km
- Nordwesten: Mendon, 23,3 km
- Nordwesten: Killington, 10,2 km

Hinweis: Zwischen Plymouth und Woodstock besteht keine gemeinsame Grenze. Die beiden Gemeinden liegen aber derart dicht bei einander, dass eine Aufnahme in die oben stehende Liste sinnvoll ist.

### Klima
Die mittlere Durchschnittstemperatur in Plymouth liegt zwischen −14,5 °C (6 °Fahrenheit) im Januar und 27,8 °C (82 °Fahrenheit) im Juli. Damit ist der Ort gegenüber dem langjährigen Mittel Vermonts im Sommer um etwa 3 Grad wärmer, während die Wintertemperaturen nahe dem Durchschnittswert liegen. Die Schneefälle zwischen Oktober und Mai liegen mit bis zu zwei Metern etwa doppelt so hoch wie die mittlere Schneehöhe in den USA. Die tägliche Sonnenscheindauer liegt am unteren Rand des Wertespektrums der USA.

## Geschichte
Die Town wurde am 6. Juli 1761 unter dem Namen Saltash durch Benning Wentworth ausgerufen, aber erst ab 1777 besiedelt. Die erste Stadtversammlung fand etwa 1787 statt; das genaue Datum ist nicht überliefert. Funde von Kalkstein und Marmor führten zur Gründung von Steinbrüchen um 1800, die aber der schlechten Verkehrsanbindung wegen keinen dauerhaften kommerziellen Erfolg hatten und aufgegeben wurden, als andere Steinbrüche wie die in Rutland mit Bahnlinien erschlossen wurden. 1859 wurde in Plymouth Gold gefunden, was zu einem kleinen Goldrausch führte. Im Ortsteil Plymouth Notch wurde im Jahr 1872 der spätere Präsident Calvin Coolidge geboren. Das Geburtshaus, die Farm der Familie, seine Grabstätte und weitere Gebäude mit Bezug zu Coolidge bilden den Calvin Coolidge Homestead District, der seit Juni 1965 den Status einer National Historic Landmark hat.

### Religionen
Im Siedlungskern Tyson besteht eine Gemeinde der United Church of Christ.

### Einwohnerentwicklung
| Volkszählungsergebnisse – Town of Plymouth, Vermont | Volkszählungsergebnisse – Town of Plymouth, Vermont | Volkszählungsergebnisse – Town of Plymouth, Vermont | Volkszählungsergebnisse – Town of Plymouth, Vermont | Volkszählungsergebnisse – Town of Plymouth, Vermont | Volkszählungsergebnisse – Town of Plymouth, Vermont | Volkszählungsergebnisse – Town of Plymouth, Vermont | Volkszählungsergebnisse – Town of Plymouth, Vermont | Volkszählungsergebnisse – Town of Plymouth, Vermont | Volkszählungsergebnisse – Town of Plymouth, Vermont | Volkszählungsergebnisse – Town of Plymouth, Vermont |
| Jahr                                                | 1700                                                | 1710                                                | 1720                                                | 1730                                                | 1740                                                | 1750                                                | 1760                                                | 1770                                                | 1780                                                | 1790                                                |
| --------------------------------------------------- | --------------------------------------------------- | --------------------------------------------------- | --------------------------------------------------- | --------------------------------------------------- | --------------------------------------------------- | --------------------------------------------------- | --------------------------------------------------- | --------------------------------------------------- | --------------------------------------------------- | --------------------------------------------------- |
| Einwohner                                           |                                                     |                                                     |                                                     |                                                     |                                                     |                                                     |                                                     |                                                     |                                                     | 106                                                 |
| Jahr                                                | 1800                                                | 1810                                                | 1820                                                | 1830                                                | 1840                                                | 1850                                                | 1860                                                | 1870                                                | 1880                                                | 1890                                                |
| Einwohner                                           | 497                                                 | 834                                                 | 1112                                                | 1237                                                | 1417                                                | 1226                                                | 1252                                                | 1285                                                | 1075                                                | 755                                                 |
| Jahr                                                | 1900                                                | 1910                                                | 1920                                                | 1930                                                | 1940                                                | 1950                                                | 1960                                                | 1970                                                | 1980                                                | 1990                                                |
| Einwohner                                           | 646                                                 | 482                                                 | 449                                                 | 331                                                 | 432                                                 | 348                                                 | 308                                                 | 283                                                 | 405                                                 | 440                                                 |
| Jahr                                                | 2000                                                | 2010                                                | 2020                                                | 2030                                                | 2040                                                | 2050                                                | 2060                                                | 2070                                                | 2080                                                | 2090                                                |
| Einwohner                                           | 555                                                 | 619                                                 | 641                                                 |                                                     |                                                     |                                                     |                                                     |                                                     |                                                     |                                                     |

## Wirtschaft und Infrastruktur

### Verkehr
Die Vermont State Route 100 führt entlang des Coolidge State Forest in nordsüdlicher Richtung zentral durch die Town. Sie verbindet Plymouth mit Killington im Norden und Ludlow im Süden. Von der Vermont Route 100 zweigt die Vermont State Route 100A in nördlicher Richtung nach Bridgwater ab.

### Öffentliche Einrichtungen
In Plymouth gibt es kein Krankenhaus. Das nächstgelegene ist das Dartmouth-Hitchcock Medical Center in Hanover, New Hampshire.

### Bildung
Plymouth gehört mit Andover, Baltimore, Cavendish, Chester, Ludlow und Mt. Hollyzur Two Rivers Supervisory Union.

## Persönlichkeiten

### Söhne und Töchter der Stadt
- Calvin Galusha Coolidge (1815–1878), Farmer und Politiker
- Achsa W. Sprague (1827–1862), Spiristin und Dichterin
- Henry Moses Pollard (1836–1904), Politiker und Repräsentant im US-Repräsentantenhaus
- John Calvin Coolidge (1845–1926), Farmer und Politiker
- William W. Stickney (1853–1932), Politiker und Gouverneur Vermonts
- Calvin Coolidge (1872–1933), 30. US-Präsident